# Ōtawara
Ōtawara (jap. 大田原市 Ōtawara-shi) – miasto w Japonii, w prefekturze Tochigi. Ma powierzchnię 354,36 km². W 2020 r. mieszkały w nim 72 123 osoby, w 29 734 gospodarstwach domowych  (w 2010 r. 77 707 osób, w 28 067 gospodarstwach domowych).

## Miasta partnerskie
- West Covina